# Gaston de Chasseloup-Laubat
Pour les autres membres de la famille, voir Chasseloup.
Gaston de Chasseloup-Laubat, né le 7 juin 1866 dans le 8e arrondissement de Paris et mort le 19 novembre 1903 au Cannet près de Cannes à 37 ans de longue maladie,, est un pilote français de voiture de course.
Il est connu pour avoir été le premier à établir un record de vitesse terrestre le  18 décembre 1898 à Achères (Yvelines), avec un véhicule électrique Jeantaud de modèle Duc. Il était le fils cadet du marquis de Chasseloup-Laubat, ministre de la marine et des colonies de Napoléon III.

## Carrière sportive

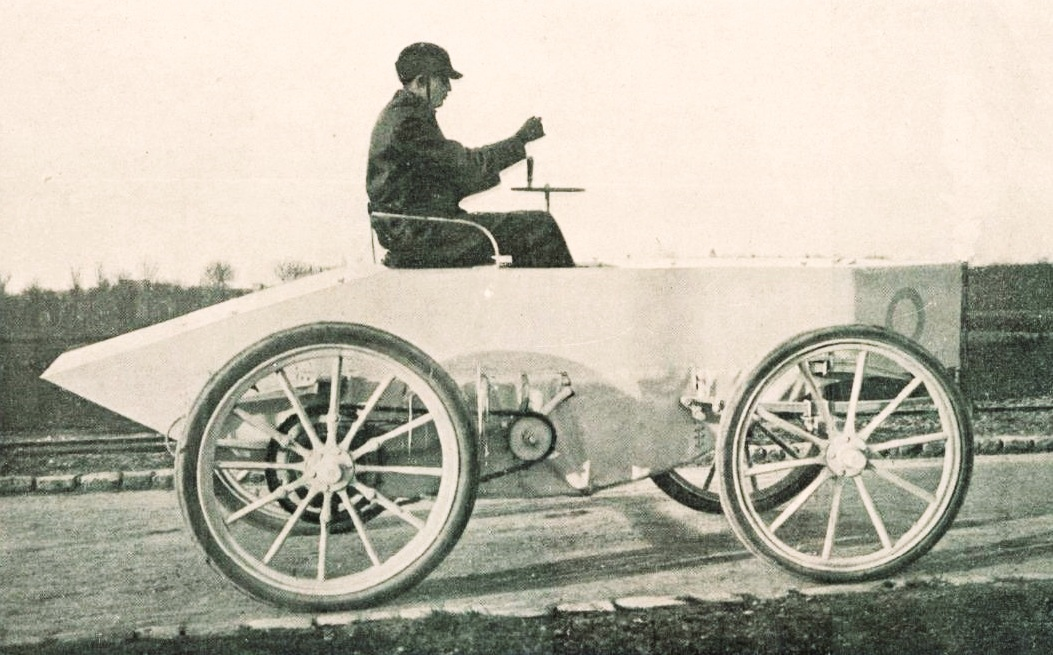
Le comte Gaston de Chasseloup-Laubat le 4 mars 1899 à Achères sur Jeantaud Duc électrique profilée (troisième record du monde de vitesse).

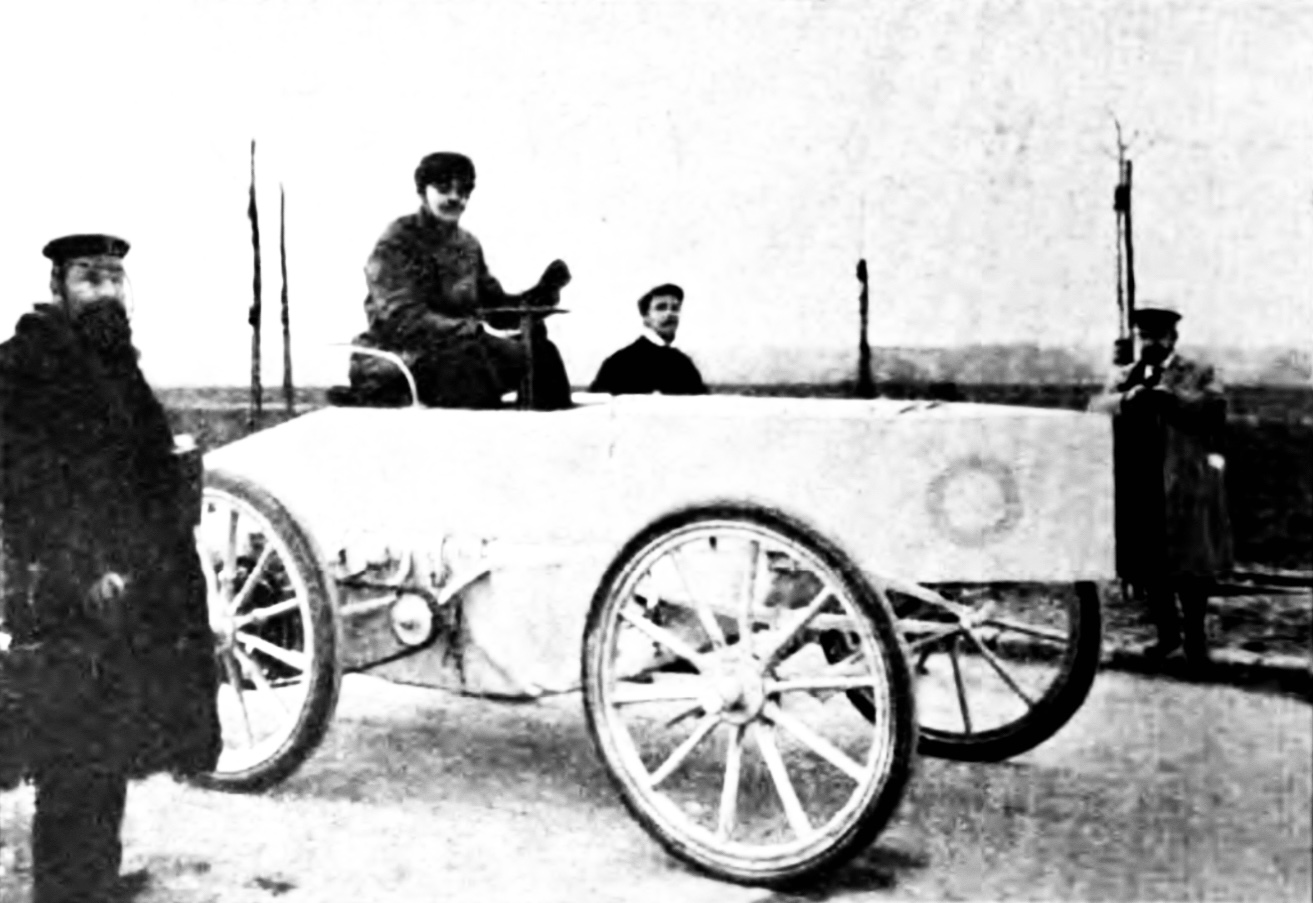
Le comte Gaston de Chasseloup-Laubat le 4 mars 1899 à Achères sur Jeantaud Duc électrique profilée

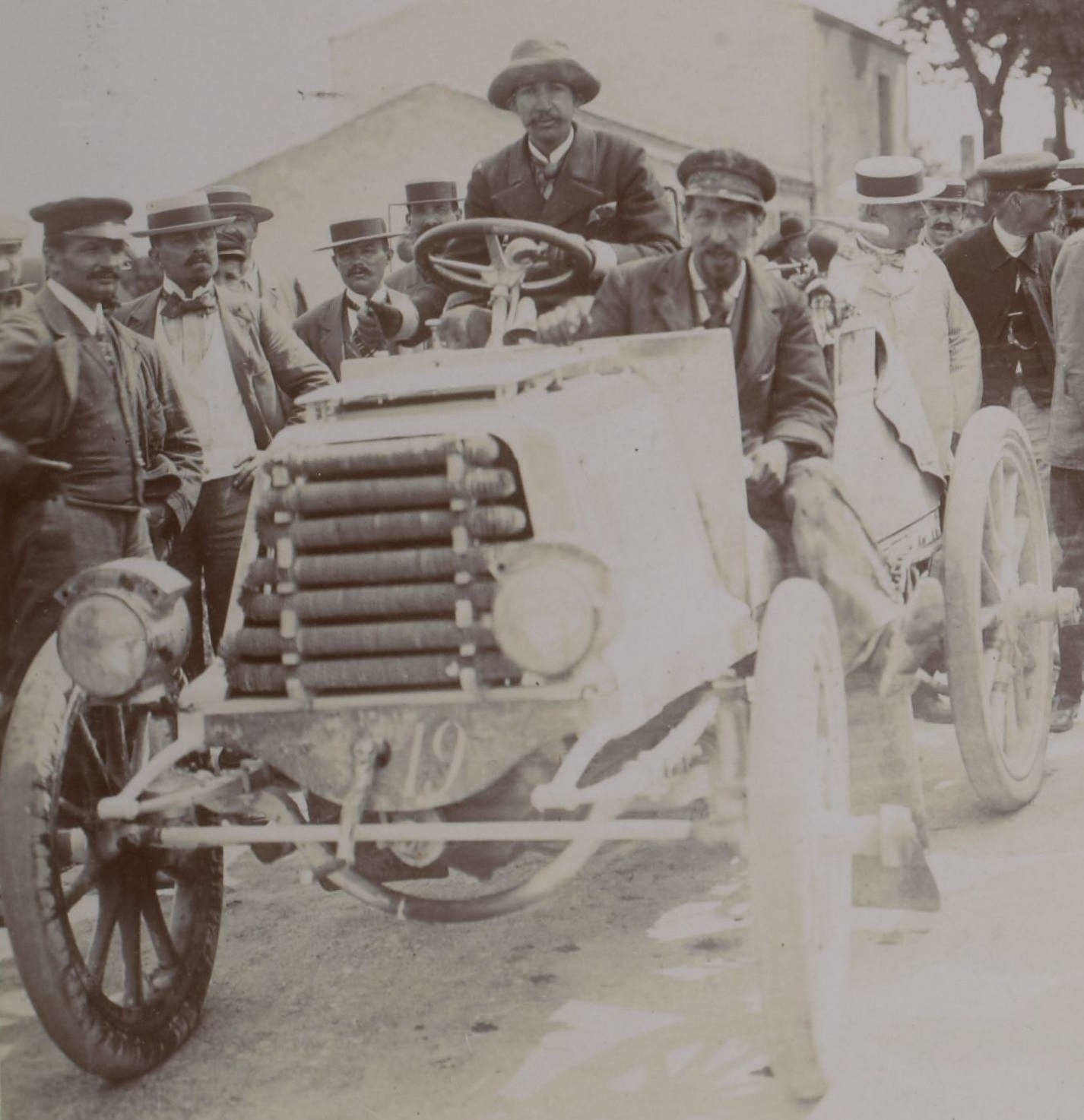
Le comte Gaston de Chasseloup-Laubat au Tour de France automobile 1899 (3e);..

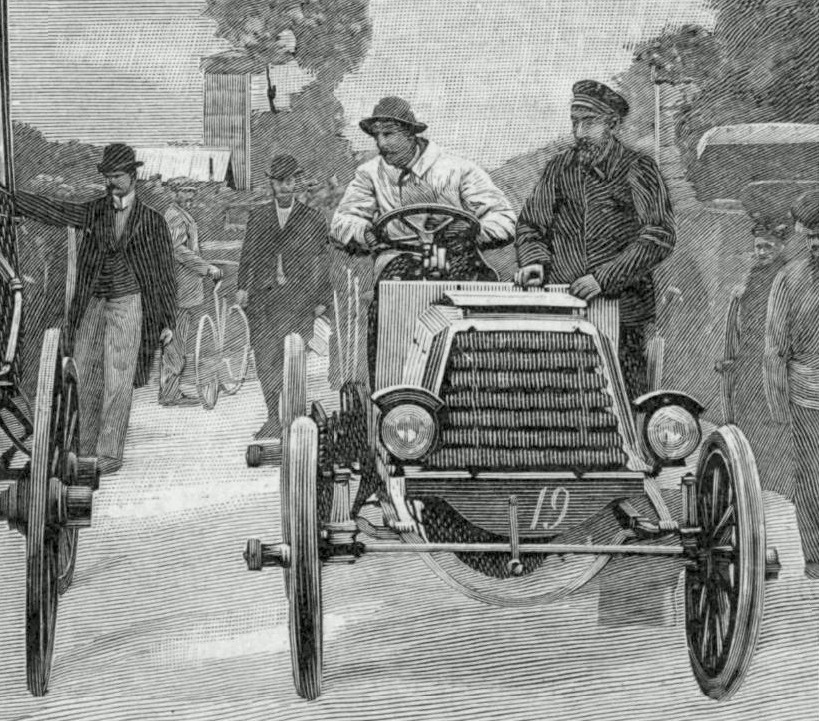
...ici à l'arrivée d'une étape de ce même Tour de France 1899.

Le record est alors l'une des épreuves d'un concours organisé par le magazine France Automobile. Chasseloup-Laubat réalise une course d'un kilomètre en 57 secondes, soit à une vitesse moyenne de 63,158 km/h. Un mois plus tard, le 17 janvier 1899, il améliore ce record avec 70,31 km/h, reprenant le record au pilote belge Camille Jenatzy qui venait de le lui ravir avec 66,66 km/h. Le duel entre les deux hommes sera marqué par l'alternance des records. Dix jours plus tard, Jenatzy reprend le flambeau avec 80,35 km/h. Chasseloup-Laubat, le 4 mars 1899, monte la barre à 92,78 km/h avec une voiture profilée en forme de coupe-vent, la toute première du genre. Jenatzy aura finalement le « dernier mot » : le 29 avril 1899, il est le premier à franchir la barre symbolique des 100 km/h, en atteignant 105,88 km/h à bord de son prototype électrique la Jamais Contente. Ce dernier record ne sera battu que trois ans plus tard.
Chasseloup-Laubat participe au Paris-Bordeaux-Paris en 1895 et au Paris-Marseille-Paris en 1896 sur une De Dion, puis il remporte -essentiellement grâce à sa large victoire lors de la première étape Marseille-Fréjus- avec un break à vapeur de Dion la course Marseille-Nice-La Turbie, organisée sur trois jours, du 29 au 31 janvier 1897 (240 km), terminant alors aussi deuxième de la première Course de côte Nice - La Turbie, puis il finit 30e du Paris-Trouville la même année. En 1899, il se classe encore troisième du premier Tour de France automobile, long de plus de 2 000 kilomètres, répartis sur sept étapes ; il remporte l'étape Périgueux-Nantes, sur Panhard, six mois après son record mondial.
Membre de l'Aero-club, il a été l'un des fondateurs de l'Automobile Club de France, et a participé à l'organisation des premières grandes courses automobiles sur route (dont le Paris-Amsterdam-Paris, première course française à point de chute à l'étranger, mais aussi Paris-Bordeaux, Paris-Vienne et Paris-Berlin). Il a été à la fois le commissaire de course et l'un des concurrents lors du Tour de France 1899. Ingénieur de formation, il a publié quelques traités techniques sur l'automobile.
En 1900, il est du 14 mai au 16 octobre le secrétaire de la Commission d'exécution des concours, dans le cadre Automobilisme (voiture, voiturettes et motocycles notamment) des Sports de l'Exposition Universelle de 1900 -non reconnus officiellement par le Comité olympique-, durant l'année des Jeux olympiques d'été de 1900, incluant durant 4 jours en juillet la course de vitesse Paris-Toulouse-Paris.

## Distinction

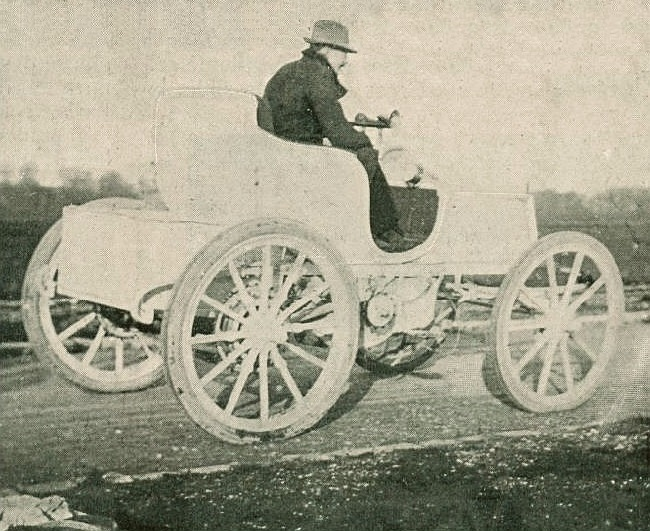
Le comte Gaston de Chasseloup-Laubat le 17 janvier 1899 à Achères sur sa première Jeantaud Duc électrique (son deuxième RM, avec la même voiture).

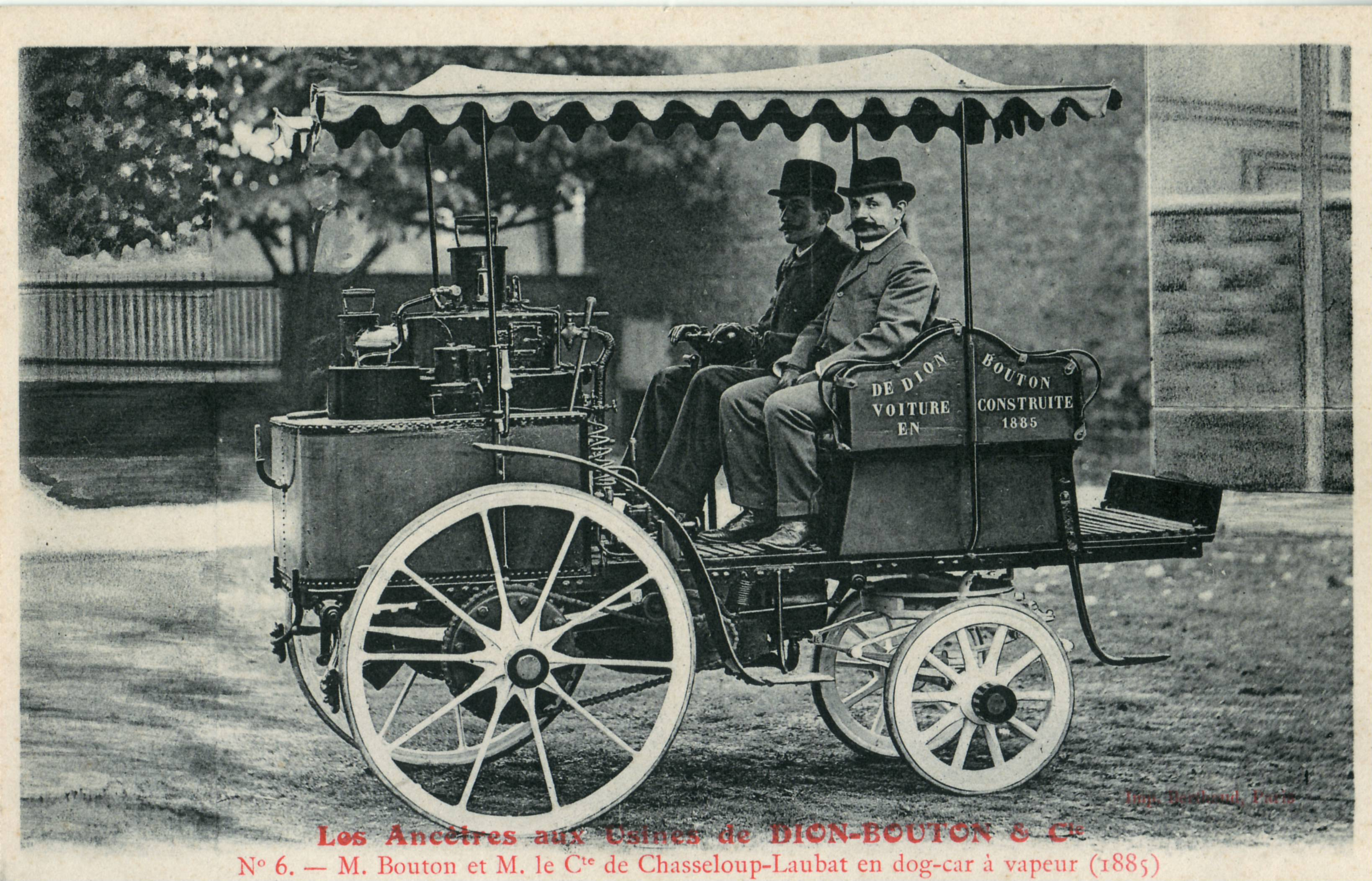
Georges Bouton (à G.) et le comte de Casseloup-Laubat (à D.) en dogcart à vapeur Trépardoux & Cie, en 1885 (le premier tracteur à vapeur de Dion-Bouton).

- Croix de la Légion d'Honneur en 1900.